# Cantante

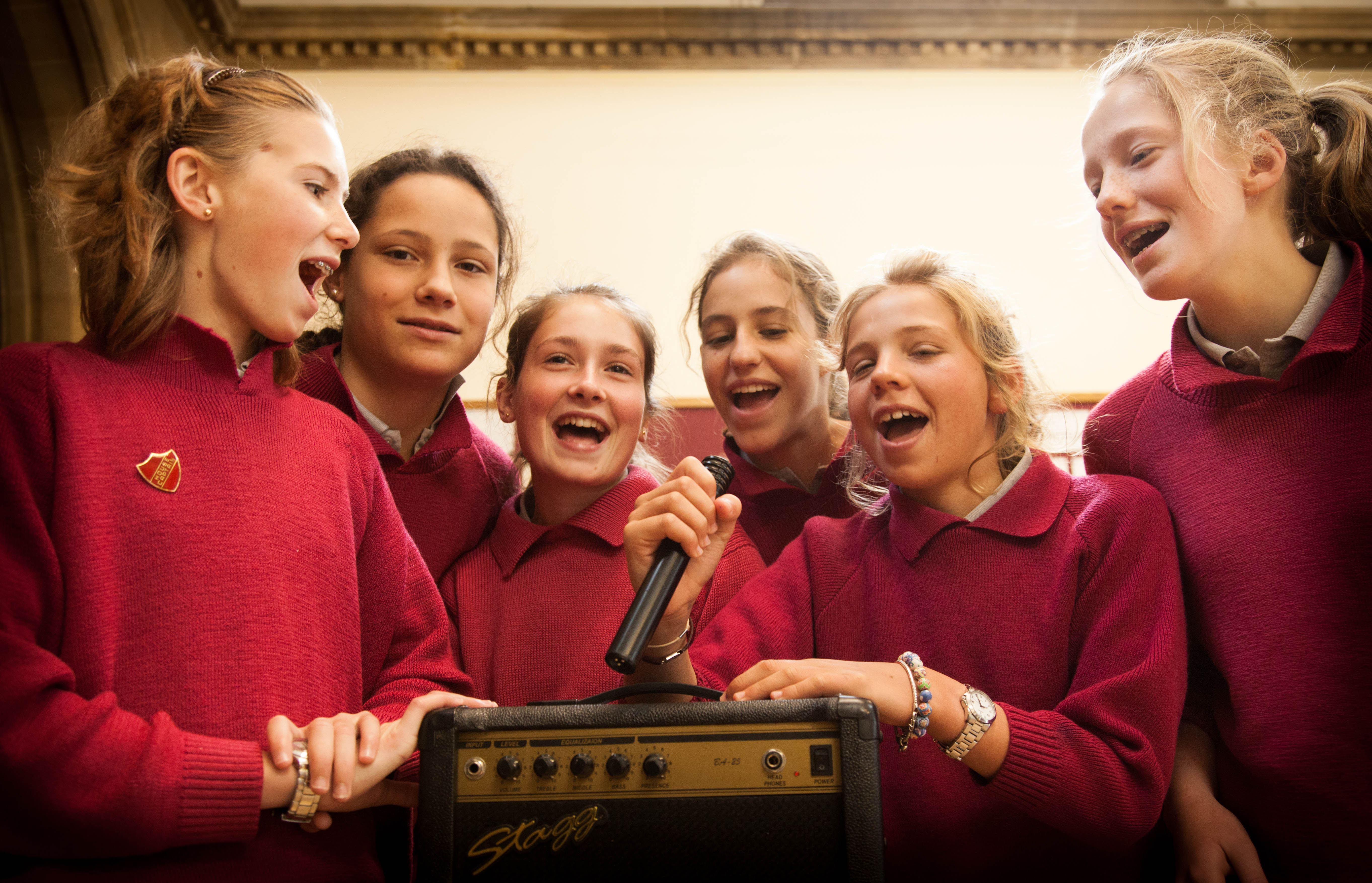
Un grupo de chicas cantando.

Un cantante, cantor (del latín cantor, -ōris) o cantarín es un artista que produce con su voz melodías, normalmente utilizando palabras que suelen rimar. También suele acompañarse de música instrumental.
En sentido amplio, designa a quien usa su voz para realizar melodías musicales. El término señalado a los profesionales del arte musical que cuentan con la combinación de talento nato y entrenamiento profesional. Un cantante principal realiza la primera voz de una composición, mientras que un cantante secundario canta el acompañamiento o armonías. Una excepción a esto es la música góspel a capela de cinco partes, donde el cantante principal es el más alto de las cinco voces y canta un discanto, no la melodía.

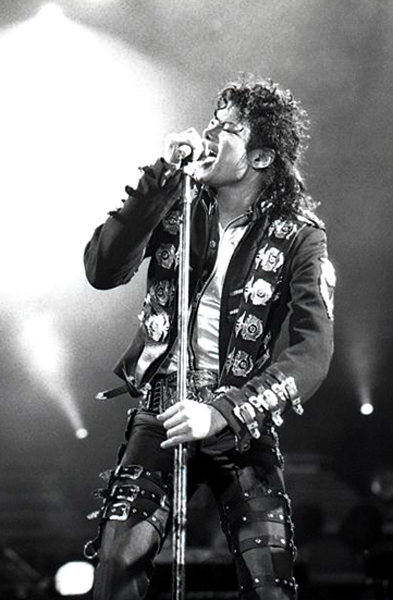
Michael Jackson, el cantante con más ventas discográficas en la historia de la música.

## Voz humana

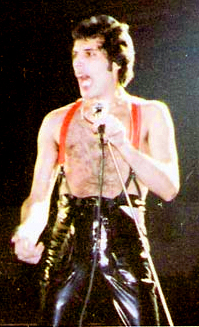
Freddie Mercury, uno de los músicos más influyentes en la historia de la música.

En la música clásica europea y en la ópera a las voces se las trata como instrumentos musicales. Los compositores que escriben música vocal deben tener un entendimiento de las habilidades, talentos, y propiedades vocales de los cantantes.
Los cantantes generalmente desarrollan sus carreras sobre la base de ciertos estilos musicales. Los sistemas de clasificación de voz han evolucionado para clasificar a los cantantes por tesitura, peso vocal y timbre. Los cantantes de coro son clasificados por rango vocal. observa estas diferentes formas de canto soubrette, heldentenor, coloratura y bajo buffo.
También existen categorías para los hombres capaces de cantar en el rango femenino. Este tipo de voz es rara, pero aún se usa en opera. En la música barroca, muchos roles fueron escritos para castratos, cantantes que fueran castrados de chicos para prevenir el cambio en sus voces. Un hombre con este tipo de voz puede ser un contratenor (apto para roles de castrato alto) o un sopranista (apto para roles de castrato soprano).

## Cantantes principales y secundarios
En muchos grupos de música moderna, hay un cantante que canta las partes principales (el cantante principal) y uno o más cantantes secundarios que realizan los acompañamientos. Los cantantes secundarios cantan algunas, pero usualmente no todas, partes de la canción. Estos a veces proveen una armonía al principal, o simplemente cantan de fondo.

## Estilos
Los cantantes también son clasificados por el estilo de música que cantan, siendo dicho estilos etiquetados habitualmente como géneros musicales. Entre los géneros habituales se encuentran la música popular, la música culta, la música religiosa, así como las fusiones de dichos géneros y sus derivados (blues, jazz, country, easy listening, hiphop y rock, entre otros). Un cantante puede realizar distintas técnicas con la voz, como el canto, la recitación o rapear. En el beatboxing, a las voces se las trata como instrumentos musicales. Hay el caso especial del flamenco donde al cantante se le llama cantaor debido a su muy diferente técnica vocal respecto a los demás.